# Adolf Keller
Adolf Keller (Rüdlingen, 7 de febrero de 1872-Los Ángeles, 10 de febrero de 1963) fue un teólogo protestante suizo, profesor y secretario general de la Oficina Central Europea de Ayuda Eclesiástica.

## Biografía
Nacido en Rüdlingen, fue hijo de Johann Georg Keller y Margaretha Buchter. Estudió teología en Basilea y Berlín con Adolf von Harnack y Adolf Schlatter, y filosofía, historia del arte y psicología en Ginebra. Después de su ordenación en 1896, fue ministro de la comunidad protestante en El Cairo (1896), en Burg, Stein am Rhein (1899) y luego en Ginebra (1904), donde conoció y se hizo amigo de Karl Barth, y finalmente en la iglesia de San Pedro en Zúrich. Fue amigo de Sigmund Freud, Carl Gustav Jung, Thomas Mann y Albert Schweitzer, y por lo tanto estaba influido por las tendencias espirituales del siglo XX. Keller fue uno de los primeros ministros protestantes que se interesó en el psicoanálisis y conoció a C.G. Jung en 1907. Participó en el cuarto congreso psicoanalítico en Múnich (1912), donde fue testigo de la ruptura entre Sigmund Freud y C. G. Jung. Tomó partido por Jung, considerando demasiado parcial la afirmación de Freud de que cada neurosis provenía de un trauma sexual. Dio conferencias en la "Escuela de Zúrich" y en el Club Psicológico.
Keller ocupó una posición clave como primer secretario de habla alemana en la Federación Suiza de Iglesias Protestantes (1941) fundada en 1920. Además, sirvió hasta 1945 como Secretario General de la Oficina Central Europea de Ayuda Eclesiástica, fundada en 1922, dedicado a los refugiados “no arios” de Europa y Rusia, Armenia y Siria. Adolf Keller dejó una rica obra literaria. Además de las publicaciones sobre el movimiento ecuménico, también incluye una introducción a la filosofía de Henri Bergson, y contribuciones sobre la relación entre el psicoanálisis y el cristianismo.
Recibió el título doctor honoris causa de la Universidad de Ginebra en 1922 y de la Universidad de Yale en 1927. Adolf Keller emigró a Evanston, California, en 1954. Se casó con Tina Keller-Jenny en 1912 y murió en Los Ángeles en 1963 con 91 años. Su tumba se encuentra en el Cementerio de Forest Lawn Memorial Park (Hollywood Hills).

## Literatura

### Obra de Adolf Keller
- Eine Philosophie des Lebens (Henri Bergson). Diederichs, Jena, 1914.
- Dynamis. Formen und Kräfte des amerikanischen Protestantismus. Mohr, Túbingen, 1921.
- Die Kirchen und der Friede mit besonderer Berücksichtigung ihrer Stellung zum Völkerbund. Furche, Berlín, 1927.
- Auf der Schwelle. Einsichten und Ausblicke in die tiefere Wirklichkeit. Wanderer-Verlag, Zúrich, 1929.
- Der Weg der dialektischen Theologie durch die kirchliche Welt. Eine kleine Kirchenkunde der Gegenwart. Kaiser, Múnchen, 1931.
- Vom Unbekannten Gott. Not und Hoffnung der Gegenwart. Wanderer-Verlag, Zúrich; Klotz, Gotha, 1933.
- Von Geist und Liebe. Ein Bilderbuch aus dem Leben. Wanderer-Verlag, Zúrich; Klotz, Gotha, 1937.
- Am Fuße des Leuchtturms. Wanderer-Verlag, Zúrich, 1940.
- Amerikanisches Christentum – heute. Evangelischer Verlag, Zollikon/Zúrich, 1943.
- Five minutes to twelve: a spiritual interpretation of the Oxford and Edinburgh Conferences, Cokesbury Press, 2013, ISBN 9781494013776.
- Karl Barth: The influence of the Barthian movement upon the churches of the world, 2014, ISBN 9781294841159.
- C. G. Jung und Adolf Keller. Über Theologie und Psychologie: Briefe und Gespräche. Ed. Marianne Jehle-Wildberger. Theologischer Verlag, Zúrich, 2014, ISBN 978-3-290-17770-6.
- On Theology and Psychology: The Correspondence of C. G. Jung and Adolf Keller. Ed. Marianne Jehle-Wildberger. Philemon Foundation & Princeton University Press, 2020. ISBN 9780691198774.

### Obra sobre Adolf Keller
- Marianne Jehle-Wildberger. Adolf Keller (1872–1963): Pionier der ökumenischen Bewegung. Theologischer Verlag, Zúrich, 2008, ISBN 978-3-290-17473-6 (con bibliografía).
- Hermann Kocher. Rationierte Menschlichkeit: schweizerischer Protestantismus im Spannungsfeld von Flüchtlingsnot und öffentlicher Flüchtlingspolitik der Schweiz, 1933–1948. 1996 (con bibliografía).
- Urs Leu. Adolf Keller (Theologe). In Biographisch-Bibliographisches Kirchenlexikon (BBKL). Band 3, Bautz, Herzberg, 1992, ISBN 3-88309-035-2, Sp. 1302–1305.
- Birger Maiwald. Ökumenischer Kirchenkampf: die «Berner Erklärung» des Schweizerischen Evangelischen Kirchenbundes von 1934. 1997.
- Rudolf Pfister. Keller, Adolf. In Neue Deutsche Biographie (NDB). Band 11, Duncker & Humblot, Berlín, 1977, ISBN 3-428-00192-3, S. 431 f. (Digitalisat).